# Mistrzostwa Świata FIBT 1950
Mistrzostwa Świata FIBT 1950 odbyły się w dniu 1 lutego 1950 we włoskiej miejscowości Cortina d’Ampezzo, gdzie rozegrano konkurencję męskich dwójek i czwórek bobslejowych.

## Dwójki
- Data: 1 lutego 1950

| Miejsce | Państwo           | Zawodnik                          | Czas |
| ------- | ----------------- | --------------------------------- | ---- |
| 1       | Szwajcaria        | Fritz Feierabend Stephan Waser    | –    |
| 2       | Stany Zjednoczone | Stan Benham Patrick Martin        | –    |
| 3       | Stany Zjednoczone | Frederick Fortune William D’Amico | –    |

## Czwórki
- Data: 1 lutego 1950

| Miejsce | Państwo           | Zawodnik                                                  | Czas |
| ------- | ----------------- | --------------------------------------------------------- | ---- |
| 1       | Stany Zjednoczone | Stan Benham Patrick Martin James Atkinson William D’Amico | –    |
| 2       | Szwajcaria        | Fritz Feierabend Albert Madörin Romi Spada Stephan Waser  | –    |
| 3       | Szwajcaria        | Franz Kapus Franz Stöckli Hans Bolli Heinrich Angst       | –    |

## Tabela medalowa
| Miejsce | Państwo           |   |   |   | Razem |
| ------- | ----------------- | - | - | - | ----- |
| 1.      | Stany Zjednoczone | 1 | 1 | 1 | 3     |
|         | Szwajcaria        | 1 | 1 | 1 | 3     |